# Artabazos II.
Artabazos (persisch: Artavazdâ, altgriechisch Ἀρτάβαζος; * um 390 v. Chr.; † um 325 v. Chr.) war ein hoher persischer Adliger und einer der engsten persischen Vertrauten Alexanders des Großen.

## Leben
Artabazos war der jüngere von zwei Söhnen des Pharnabazos und der Apame, einer Tochter des persischen Großkönigs Artaxerxes II. Mnemon. Seine Familie väterlicherseits (Pharnakiden) bildete selbst einen Seitenzweig der Achämeniden, abstammend von Pharnakes, dem Onkel des Großkönigs Dareios I. des Großen. Seine Familie übte seit Generationen das faktisch erbliche Amt des Satrapen in Daskyleion am Hellespont (hellespontisches Phrygien, heute der Nordwesten der Türkei) aus. Der ältere der Brüder, Ariobarzanes, nahm in den Jahren 370–362 v. Chr. an dem sogenannten „großen Satrapenaufstand“ des Datames gegen den Großkönig Artaxerxes II. teil und bezahlte dafür mit seinem Leben. Artabazos blieb in dieser Zeit dem Großkönig treu, trat als dessen Feldherr gegen Datames in Kappadokien auf und konnte dadurch um 362 v. Chr. die Nachfolge seines Bruders als Satrap in Daskyleion antreten.
Nach dem Tod des Großkönigs 358 v. Chr. beging Artabazos um 356 v. Chr. selbst einen Aufstand gegen den neuen Großkönig Artaxerxes III. Ochos. Mit der Unterstützung des athenischen Feldherrn Chares und dessen Söldnern schlug er 355 v. Chr. ein Heer des Großkönigs, welchen Sieg Chares der griechischen Welt als ein „zweites Marathon“ darstellte. Als aber der Großkönig seinen maritimen Druck auf Athen erhöhte, zogen die attischen Söldner aus Kleinasien ab. Artabazos warb eilends 5000 Mann thebanischer Truppen an, die unter dem Kommando von Pammenes standen. Trotzdem wurde Artabazos um 352 v. Chr. vom Großkönig geschlagen, worauf er nach Makedonien fliehen musste. Damit verlor seine Familie ihre Herrschaft am Hellespont, die nun an Arsites vergeben wurde. Am Hof König Philipps II. in Pella machte Artabazos wohl Bekanntschaft mit Aristoteles und dem jungen Prinzen Alexander.
Artabazos war mit einer Schwester der rhodischen Feldherren Mentor und Memnon verheiratet, die ihm angeblich elf Söhne und zehn Töchter gebar. Mentor war zudem mit Artabazos’ Tochter Barsine verheiratet, und Memnon hatte Artabazos in das makedonische Exil begleitet. Mentor gelangte am persischen Hof zu hohem Einfluss und erreichte um 342 v. Chr. bei Artaxerxes III. die Begnadigung für Artabazos. Um 340 v. Chr. starb Mentor und Barsine heiratete dessen Bruder Memnon.
Später gehörte Artabazos dem Hofgefolge des Großkönigs Dareios III. Kodomannos an. Sein Sohn Pharnabazos kämpfte seit 334 v. Chr. zusammen mit Memnon in Kleinasien gegen den vordringenden Alexander den Großen. Nach der Niederlage in der Schlacht bei Gaugamela (1. Oktober 331 v. Chr.) zog sich Dareios nach Ekbatana zurück. Das rasche Vorrücken Alexanders gegen diese Stadt führte offenbar zu Konflikten im Gefolge des Großkönigs, da u. a. Artabazos und der griechische Söldnerführer Patron die Meinung vertraten, Dareios solle sich dem Kampf mit dem makedonischen Eroberer stellen, während sich Bessos und Nabarzanes für ein Ausweichen nach Osten aussprachen und durch ihren Abzug mit den baktrischen Truppen Dareios nötigten, ihnen mit den übrigen Soldaten zu folgen. Artabazos suchte die zwischen dem Großkönig und Bessos auftretenden Spannungen zu entschärfen. Da die Partei des Bessos während der Flucht die Oberhand gewann, konnte der königstreue Artabazos die Gefangennahme des Dareios durch Bessos nicht verhindern, trennte sich aber ebenso wie die Griechen von dem Rebellen und trat nach Dareios’ Ermordung (Sommer 330 v. Chr.) mit neun seiner Söhne in Hyrkanien auf die Seite Alexanders über. Im Gefolge des Makedonenkönigs lebte bereits Artabazos’ Tochter Barsine, die nach dem Ableben Memnons zur Geliebten des Eroberers avanciert war und Mutter des Herakles wurde.
Ende 330 v. Chr. nahm Artabazos zusammen mit den Feldherren Erigyios und Karanos am Kampf gegen den in die Satrapie Aria eingefallenen Satibarzanes teil, der dabei fiel. Nach der Vertreibung des Bessos aus Baktrien 329 v. Chr. wurde Artabazos wegen seiner früheren dem Dareios bewiesenen Treue von Alexander zum neuen Satrapen von Baktrien ernannt. Anfang 328 v. Chr. führte er eine von insgesamt fünf selbständig agierenden Heeresgruppen, die eine Invasion Sogdiens unternahmen. Kurz danach trat Artabazos von seinem Statthalteramt aus Altersgründen zurück. Er wurde zunächst durch Kleitos und nach dessen baldigem Tod durch Amyntas ersetzt. Artabazos’ Todesjahr ist nicht überliefert; wahrscheinlich starb er wenige Jahre nach seiner Niederlegung des Satrapenamtes.
Von Artabazos’ Söhnen blieben die namentlich bekannten, Pharnabazos, Kophen, Arsames, Ariobarzanes und Ilioneos, weiter im Gefolge Alexanders. Neben Barsine sind die Namen zweier weiterer Töchter bekannt; sie hießen Artakama und Artonis und wurden beide 324 v. Chr. auf der Massenhochzeit von Susa mit zwei engen Freunden Alexanders verheiratet, und zwar Artakama mit Ptolemaios, dem späteren König Ägyptens, und Artonis mit dem Sekretär und späteren Kriegsherrn Eumenes. Eine namentlich nicht bekannte Enkelin, eine Tochter der Barsine und Mentors, wurde ebenfalls auf dieser Massenhochzeit mit Alexanders Admiral Nearchos verheiratet.